# Timberline Lodge
Timberline Lodge är en bergsstuga på den södra sidan av Mount Hood i Clackamas County, Oregon, ungefär 97 km öster om Portland. Den byggdes och inreddes av lokala hantverkare under den stora depressionen. Timberline Lodge invigdes av president Franklin D. Roosevelt den 28 september 1937.
Det historiska landmärket ligger på en höjd av 1 817 meter, och är tillgängligt genom Mount Hoods natursköna vägar. Stället är offentligt ägt men drivs privat. Timberline Lodge, som turistattraktion, drar ca två miljoner besökare årligen. Stugan syns i filmen The Shining där den fungerar som exteriör för "the Overlook Hotel".

## Design och konstruktion
Timberline Lodge är en fyra våningar stor struktur som innefattar ungefär 3716 kvadratmeter. Marknivåns exteriörväggar är gjorda av kraftigt grusmurverk som består av stenar från närområdet, och tungt timmer används från första våningen och uppåt. Det centrala huvudhuset har en hexagonal form och är ca 18 meter i diameter med en skorsten av sten som har sex sidor, är ca 28 meter hög och ca 4 meter i diameter. Det finns sex eldstäder - tre på bottenvåningen och tre på första våningen - som alla är ca 1,5 meter långa och ca 2 meter höga. Två flyglar av huset som går väst och sydöst flankerar huvudhuset. Trä från Oregon som används i byggnaden inkluderar jättetuja, douglasgran, berghemlock, juniperus occidentalis och gultall. 

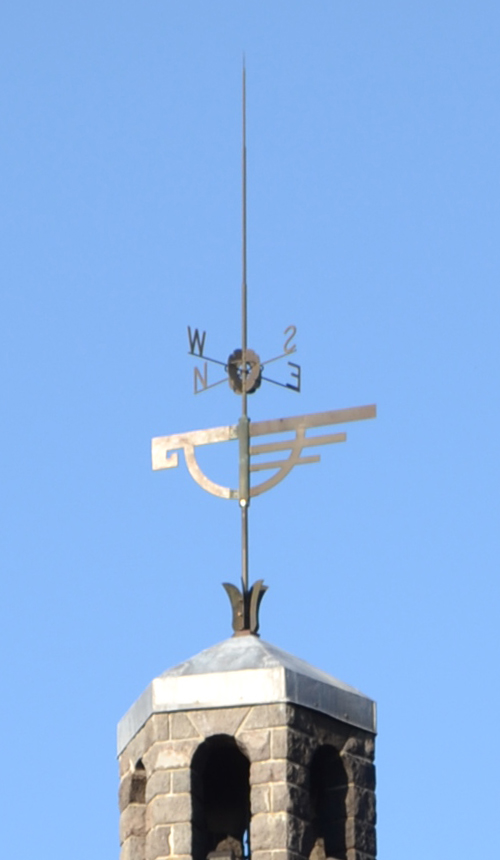
Brons "snow goose" vindflöjel ovanför det stora huset

.